# Lutricia Bock
Lutricia Bock (* 8. Mai 1999 in Chemnitz) ist eine deutsche Eiskunstläuferin.

## Werdegang
Bock begann 2005 im Alter von sechs Jahren mit dem Eiskunstlauf. In den Jahren 2013 und 2014 wurde Bock, die in Oelsnitz/Erzgeb. lebt und beim Chemnitzer EC von Monika Scheibe und Ingo Steuer trainiert wurde, deutsche Jugendmeisterin. Bei den Juniorenweltmeisterschaften 2014 wurde sie Zwölfte. Ein Jahr später bei den Juniorenweltmeisterschaften 2015 in Tallinn lag Bock, die nun von Ilona Schindler trainiert wurde, nach dem Kurzprogramm auf dem 17. Platz. Mit einer guten Kür konnte sie sich mit insgesamt 137,90 Punkten auf Rang 14 verbessern.
Am 13. Dezember 2015 errang Lutricia Bock bei den Deutschen Meisterschaften 2016 in Essen den ersten Platz. Damit qualifizierte sie sich auch für die Teilnahme an den Europameisterschaften im Januar 2016 in Bratislava, wo sie als 25. des Kurzprogramms das Kürfinale nicht erreichte.

## Ergebnisse
| International                                                                                                  | International | International | International |
| Wettbewerbe | 2013/14       | 2014/15       | 2015/16       |
| --- | ------------- | ------------- | ------------- |
| Europameisterschaften                                                                                          |               |               | 25.           |
| International Junioren                                                                                         |               |               |               |
| Juniorenweltmeisterschaften                                                                                    | 12.           | 14.           |               |
| National |               |               |               |
| Deutsche Meisterschaften                                                                                       |               | 3.            | 1.            |
| GP = Grand Prix; JGP = Junioren Grand Prix; Z = Zurückgezogen Levels: N. = Novizen; Y. = Jugend; J. = Junioren |               |               |               |